# Red Dead Revolver
Red Dead Revolver este un joc video shooter de acțiune-aventură cu o tematică Western dezvoltat de Rockstar San Diego și publicat de Rockstar Games. A fost lansat exclusiv pentru PlayStation 2 și Xbox pe 4 mai 2004 în America de Nord și 28 mai 2004 în Europa. Acțiunea jocului se petrece în timpul frontierei americane, în anii 1880, și urmărește povestea lui Red Harlow, un vânător de recompense care caută să se răzbune pe cei responsabili de moartea părinților săi. O continuare indirectă, Red Dead Redemption, a fost lansată în 2010
Dezvoltarea jocului a început în 2000 de către Angel Studios, sub supravegherea și finanțarea lui Capcom, care a anunțat pentru prima dată jocul în martie 2002. Inițial, jocul ar fi trebuit să fie un "succesor spiritual" al lui Gun.Smoke, un joc arcade de tipul shoot 'em up din 1985 proiectat de Yoshiki Okamoto. În noiembrie 2002, compania Take-Two Interactive, asociată cu Rockstar Games, a preluat Angel Studios, care a devenit astfel o parte din Rockstar Games și a fost redenumit Rockstar San Diego. În urma achiziției, Rockstar Games au revizuit toate proiectele care erau dezvoltate atunci de studiou, pentru a vedea ce merită păstrat, iar Dan Houser, directorul creativ al Rockstar Games, a remarcat că Red Dead Revolver "arăta bine" și jocul a atras rapid atenția echipei, chiar dacă nu putea fi încă jucat. Din cauza dezvoltării problematice care a dus la starea proastă a jocului încât nici nu putea fi jucat, Red Dead Revolver nu a fost prezent nici la European Computer Trade Show din 2002, nici la Electronic Entertainment Expo din 2003. Capcom a anulat producția jocului în august 2003, dar Rockstar Games a obținut drepturile pentru joc în decembrie în același an și a lăsat Rockstar San Diego să continue să lucreze la joc, astfel încât acesta a fost în cele din urmă terminat și lansat în mai 2004, devenind primul titlu din ce va ajunge seria Red Dead, apreciată universal.
Acțiunea jocului se petrece în timpul frontierei americane, în anii 1880, și urmărește povestea lui Red Harlow, un vânător de recompense care caută să se răzbune pe cei responsabili de moartea părinților săi.

## Gameplay
Red Dead Revolver este un shooter jucat dintr-o perspectivă third person și liniar, acțiunea fiind împărțită în mai multe niveluri care constau în lupta cu diferiți inamici, de regulă înarmați cu arme de foc. Totuși, între anumite niveluri, există o zonă mai largă și interactivă care funcționează ca un mini open-world, ci anume orașul Brimstone, pe care jucătorul îl poate explora, purtând scurte dialoguri cu diferitele NPC-uri din joc. Protagonistul și principalul personaj jucabil este Red Harlow, un fost trăgător novice, acum un tânăr vânător de recompense nemilos și dornic de răzbunare pentru moartea părinților săi, deși, în anumite niveluri, jucătorul preia rolul unui personaj mai puțin important în poveste, dar cu aceleași abilități ca și Red, precum trăgătorul englez Jack Swift, fermierul Annie Stoakes, comandantul armatei mexicane Generalul Diego, vărul american nativ al lui Red, Shadow Wolf, și un soldat american cunoscut doar ca "Soldatul Buffalo".
Fiind un shooter, jocul include o mare varietate de arme, împărțite în patru categorii principale: revolvere, puști, shotgun-uri și arme de aruncat, precum cuțite, dinamită, cocktailuri de molotov și sticle cu ulei de șarpe. Fiecare personaj jucabil are câte o armă unică și personală, precum o pereche de revolvere modificate numite "Showstoppers" pentru Jack, sau un arc cu săgeți numit "Sacred Bow" pentru Shadow Wolf. Alte arme pot fi cumpărate din meniul care apare la finalul fiecărui nivel. Inamicii din joc folosesc, de regulă, o varietate de arme de foc, aceleași care pot fi cumpărate și de jucător. Totuși, fiecare nivel se termină cu o luptă cu un inamic special, "boși", care au un nivel de viață mai ridicat decât inamicii obișnuiți și folosesc atacuri și arme diferite. Fiecare dintre acești boși are o recompensă pe capul lor, pe care jucătorul o colectează la finalul nivelului. De asemenea, fiecare nivel folosește un sistem de notare care, în funcție de cât de bine jucătorul a urmat diferite obiective, precum timpul în care a terminat nivelul sau acuratețea acestuia, îi oferă diferite recompense, precum noi arme de cumpărat sau hărți și modele noi de personaje pentru modul multiplayer. 
O mecanică care se va regăsi în titlurile viitoare ale seriei, deși modificată de la un joc la altul, sunt duelurile, în care jucătorul trebuie să urmeze patru etape pentru a-și învinge inamicul înainte ca acesta să-l învingă pe el: apucatul, în care jucătorul mută mâna personajului pentru a ajunge la armă; scoaterea, în care jucătorul trebuie să-și scoată arma cât mai rapid; punerea țintei, în care jucătorul pune șase ținte în locuri diferite de pe corpul inamicului, ce pot fi galbene, dacă nu vor afecta prea mult inamicul odată nimerite, roșu închis, dacă îl vor răni suficient de tare, sau roșu deschis, dacă îi vor da daune critice; și trasul, în care Red trage automat și într-o succesiune foarte rapide în toate locurile țintite. Dacă inamicul este suficient de rănit, atunci va cădea la pământ, mort. Totuși, dacă inamicul nu a fost rănit suficient sau mai sunt alți inamici rămași pe lângă el, Red va fi cel lovit și va cădea la pământ, dar, dacă rănile nu sunt prea grave, se va ridica rapid și va putea să-și omoare inamicul cu tras normal. Altă mecanică, prezentă în celelalte jocuri din serie și destul de identică în toate, este "Dead Eye", care funcționează destul de asemănător cu duelurile, deoarece, ca și acestea, încetinește timpul pentru câteva secunde și îi permite jucătorului să pună mult mai ușor țintă pe inamici. Odată ce timpul își revine la normal, Red trage automat și într-o succesiune foarte rapidă în toate locurile țintite, făcând astfel omorârea inamicilor mult mai ușoară.
Jocul include și un mod multiplayer local (jucat de pe aceeași consolă, cu mai multe gamepad-uri), care poate fi jucat de unul sau doi jucători, acompaniați de două AI-uri, și constă în simple lupte între patru oponenți, care sunt câștigate de ultimul luptător rămas în viață. Luptele se desfășoară în hărțile din modul singleplayer și atât jucătorii, cât și AI-urile, folosesc diferite modele de personaje, bazate pe cele din modul singleplayer, deși există și câteva modele originale, care nu au legătură cu acesta.

## Povestea
În anii 1880, în timpul Vestului Sălbatic, Nate Harlow și partnerul său Griff găsesc aur într-o regiune numită Bear Mountain și sărbătoresc creând două revolvere unice. Griff este mai târziu capturat de armata mexicană și aproapte executat, dar îl convinge pe Generalul Diego să-l cruțe după ce îi oferă jumătate din aurul din Bear Mountain. Diego îl trimite mai târziu pe Colonelul Daren, mâna sa dreaptă, să-l omoare pe Nate, singurul care mai știe de Bear Mountain. Daren și oamenii săi îl omoară pe Nate și pe soția sa, Stea Căzătoare, dar fiul acestora, Red, scapă după ce îl împușcă pe Daren în brațul său drept folosind revolverul tatălui său.
Câțiva ani mai târziu, Red lucrează ca un vânător de recompense nemilos. După ce omoară o bandă de nelegiuți conduși de "Bloody Tom", el le duce corpurile în orașul Widows Patch pentru a colecta recompensa de pe capetele lor, dar este atacat de o bandă rivală condusă de "Ugly Chris". Cu ajutorul Șerifului O'Grady, Red îi omoară, dar O'Grady este rănit în timpul luptei, astfel că Red îl duce în Brimstone, cel mai apropiat oraș cu un doctor, dejucând jaful unui tren pe drumul acolo. După ce îl lasă pe O'Grady la doctor, Red este abordat de șeriful din Brimstone, Barlett, care îi cere ajutorul în a se ocupa de câteva bande care terorizează regiunea. Red începe prin a elimina un circ ambulant malefic condus de "Profesorul Perry", cu ajutorul lui Jack Swift, un trăgător englez și fost membru al circului, după care omoară alți lideri de bandă bine-cunoscuți. După ce elimină toate bandele, Red se întoarce la Barlett pentru a colecta recompensa de pe capetele lor, numai pentru a afla că căruța care transportă aurul nu a ajuns încă. La banca din Brimstone, Red află că Guvernatorul Griffon deține parte din Bear Bountain și o întâlnește pe fermierul local Annie Stoakes, care este în pericol să-și piardă ferma din cauza lui Griffon. Amintindu-și că părinții săi au fost uciși din cauza acelei mine, Red se duce să vorbească cu Annie, a cărei fermă tocmai a fost distrusă de oamenii lui Griffon, astfel că Red promite să-i dea ei banii de pe recompensele sale.
La scurt timp, Red sosește la un salon pentru a întreba niște tâlhari locali cu privire la căruța cu aur. Când aceștia refuză să vorbească, începe o luptă iar Red este arestat de Barlett, deși acesta îl eliberează după ce află că Red este fiul lui Nate și îi dezvăluie că Generalul Diego și Colonelul Daren sunt încă în viață. Red distruge apoi căruța cu aur a lui Diego, dar este capturat de Daren și forțat să lucreze ca un sclav în Bear Mountain. Cât timp este închis, Red se împrietenește cu un soldat american cunoscut doar ca "Soldatul Buffalo", înainte ca amândoi să fie salvați de Shadow Wolf, vărul american nativ al lui Red. În timp ce Red și Shadow Wolf atacă fortăreața lui Diego și îl omoară pe Daren, deși Shadow Wolf este rănit mortal de acesta, Buffalo sosește în Brimstone pentru a-l avertiza pe Guvernatorul Griffon cu privire la operațiunile lui Diego, dar Griffon dezvăluie că lucrează alături de Diego și îl închide din nou pe Buffalo. În cele din urmă, Red găsește și distruge trenul cu aur al lui Diego, înainte de-al omorî pe acesta, în ciuda încercărilor lui Diego de a negocia pentru viața sa.
Mai târziu, Red participă la concursul anual de dueluri din Brimstone, unde se reîntâlnește cu Jack și Annie, care participă, de asemenea. După ce Red își învinge toți oponenți, Griffon, furios, îl pune să se lupte cu campionul din ultimii patru ani, Domnul Kelley, și dezvăluie că este de fapt Griff, vechiul partner al lui Nate, care l-a trădat pe acesta. După ce îl omoară pe Kelley, Red se duce să-l confrunte pe Griffon la conacul acestuia, cu ajutorul lui Jack, Annie și Barlett. Deși Jack este omorât în timpul luptei, Annie îl salvează pe Soldatul Buffalo, iar Red se duelează cu Griffon, omorându-l și răzbundându-și în sfârșit familia. După aceasta, Barlett îi mulțumește lui Red pentru tot ajutorul acordat locuitorilor din Brimstone și se oferă să-i plătească aurul pe care i-l datorează, totodată averizându-l să fugă din oraș, întrucât uciderea unui oficial este o crimă severă. Red îi spune lui Berlett să-i dea aurul lui Annie, pentru a-și reconstrui ferma și a-l ajuta pe Buffalo, ținându-și astfel promisiunea pe care i-a făcut-o, și pleacă cu revolverul lui Griffon, spunând că "Nu a fost niciodată vorba de bani".

## Personaje

### Personaje principale
- Red Harlow - este protagonistul principal al jocului. Red a fost cândva un tânăr inocent și un trăgător novice, dar, după moartea părinților săi, a devenit un vânător de recompense nemilos, dorindu-și doar răzbunare. El se luptă ocazional cu diferite bande de nelegiuiți și colectează recompensele de capul lor, dar află în cele din urmă că cei responsabili pentru moartea părinților săi sunt încă în viață, astfel că pleacă într-o misiune de răzbunare, făcându-și tot felul de noi aliați pe parcurs care să-l ajute să-și elimine definitiv dușmanii. Arma lui principală este vechiul revolver al tatălui său, existând doar două exemplare, și are pe mâna dreaptă o cicatrice roșie, care se potrivește cu numele său, de când și-a ars mâna cu revolverul încins, imediat după moartea părinților săi.
- Șerfiul Barlett - este șeriful din Brimstone și primul aliat important pe care Red și-l face. El îl informează pe Red de diferiții nelegiuiți din zonă, pe care acesta îi găsește și omoară pentru recompense, iar mai târziu, după ce află că Red este fiul lui Nate Harlow, îi spune cum Generalul Diego a ajuns să fie responsabil pentru moartea lui Nate iar apoi îl ajută pe Red să se răzbune pe acesta, spunându-i unde să găsească căruța cu aur a acestuia. Mai târziu, Barlett supraveghează concursul de dueluri organizat de Guvernatorul Griffon și, după ce acesta îl trădează pe Barlett și își pune oamenii să-l bată, el îl ajută pe Red și aliații săi să atace conacul acestuia. La final, Barlett se oferă să-i dea lui Red aurul pe care i-l datora de pe recompense, drept răsplată că l-a omorât pe Griffon (deși acesta refuză recompensa) și îi sugerează să plece cât mai departe de oraș, deoarece omorârea unui oficial i-ar putea aduce o pedeapsă cu moartea.
- Jack Swift - este un fost nelegiuit englez și un trăgător expert destul de renumit. De asemenea, el a făcut parte dintr-un circ ambulant, până când acesta a fost ocupat de banda de nelegiuiți a lui Perry, după care Jack a fost capturat de banda lui "Pig" Josh, un alt fost membru al circului. După ce Red îl salvează, Jack îi devine rapid un aliat apropiat și îl ajută să se lupte cu banda lui Pig Josh, care este omorât de Red. După aceasta, Red și Jack o iau momentan fiecare pe drumul lui, Jack răzbundu-se pe banda lui Perry, omorându-l pe acesta și colectând recompensa de pe capul lui, iar mai târziu înscriindu-se în concursul de dueluri organizat de Guvernatorul Griffon. El se reîntâlnește cu Red după ce și acesta se înscrie în concurs iar apoi îl ajută să atace conacul lui Griffon, dar este omorât în timpul luptei. La final, Red îi este recunoscător lui Jack că s-a sacrificat pentru ca el să-l poată omorî pe Griffon. Jack este jucabil în câteva misiuni iar arma lui principală este o pereche de revolvere modificate numite "Showstoppers".
- Annie Stoakes - este un fermier din Brimstone, dar și un trăgător destul de priceput. Ea are probleme cu ferma din cauza Guvernatorului Griffon, care încearcă să i-o ia și, după ce nu reușește, trimite niște bandiți să o distrugă. Deși Annie reușește să-i omoare pe toți, ferma și recolta ei sunt distruse, dar îl întâlnește pe Red, care o ajută și promite să-i dea ei aurul pe care l-a câștigat el din recompense, în schimbul unor informații despre Griffon și aurul din Bear Mountain. Annie devine rapid o aliată importantă a lui Red și mai târziu participă alături de acesta și Jack Swift la concursul de dueluri organizat de Griffon. Annie îl ajută apoi pe Red să atace conacul lui Griffon și, în timp ce acesta îl omoară pe Guvernator, Annie îl salvează pe Soldatul Buffalo, un alt aliat de-al lui Red. La final, Annie primește aurul pe care urma să-l ia Red pentru că l-a omorât pe Griffon, după cum i s-a promis de la bun început, și îl folosește pentru a-și reconstrui ferma și a-l ajuta pe Soldatul Buffalo. Annie este jucabilă în câteva misiuni iar arma ei principală este o pușcă modificată, numită "Faith".
- Shadow Wolf - este vărul american nativ al lui Red și un aliat important al acestuia. După ce Red este capturat de armata mexicană și închis în Bear Mountain, Shadow Wolf este nevoit să se infiltreze în mine singur și să-l salveze, deoarece tribul său refuză să-l ajute. După ce îl eliberează pe Red și pe noul lui aliat, Soldatul Buffalo, Shadow Wolf scapă din mine împreună cu Red (în timp ce Soldatul Buffalo se duce singur) iar apoi îl ajută pe acesta să atace Fort Diego, unde îl găsesc pe Colonelul Daren. În timp ce Red se ocupă de soldații mexicani, Shadow Wolf se luptă cu Daren și este omorât, dar Red îl omoară apoi pe Daren, răzbunându-și astfel vărul. Shadow Wolf este jucabil în câteva misiuni iar arma lui principală este un arc cu săgeți numit "Sacred Bow".
- Soldatul Buffalo - este un soldat american anonim care a fost capturat de armata mexicană și a fost închis în Bear Mountain, împreună cu Red. El devine rapid un aliat important al acestuia, cei doi împrietenindu-se cât timp sunt închiși împreună, iar apoi este eliberat odată cu el de către Shadow Wolf. Soldatul Buffalo evadează singur și în cele din urmă ajunge în Brimstone, unde îi cere ajutorul Guvernatorului Griffon, numai pentru a descoperi că acesta lucrează cu armata mexicană și a fi capturat și închis din nou. La final, după ce Red și aliații lui atacă conacul lui Griffon și îl omoară pe acesta, Soldatul Buffalo este eliberat de Annie Stoakes, una dintre aliații lui Red, care apoi îl ajută folosind aurul pe care i l-a oferit Red. Soldatul Buffalo este jucabil în câteva misiuni iar arma lui principală este o pușcă special numită "Lighting Rifle".

### Antagoniști
- Guvernatorul Griffon / Griff - este antagonistul principal al jocului. El a fost partenerul lui Nate Harlow, tatăl lui Red, și cei doi au descoperit aur în Bear Mountain, construind două revolvere unice pentru a sărbători și fiecare luând unul. Totuși, după ce a fost capturat de armata mexicană, Griffon l-a trădat pe Nate pentru a se salva pe sine și a devenit noul partener al Generalului Diego, cei doi împărțind aurul și aranjând împreună moartea lui Nate. Griffon a devenit apoi guvernator și, datorită puterii sale nou căpătate, a ajuns să se creadă invincibil, dar a fost în cele din urmă omorât de Red și aliații săi chiar în conacul său. După moartea lui Griffon, Red ia și revolverul lui, pentru a simboliza că în sfârșit și-a răzbunat tatăl.
- Generalul Javier Diego - este comandatul armatei mexicane și antagonistul secundar al jocului. În urma unei lupte cu armata americană, el l-a găsit pe Griffon care, după ce i-a spus de aurul pe care l-a găsit în Bear Mountain, a devenit noul lui partener, cei doi împărțind aurul și aranjând împreună moartea lui Nate Harlow, partenerul lui Griffon. Diego a continuat apoi să mineze aur în Bear Mountain, dar operațiunea lui a fost în cele din urmă distrusă de fiul lui Nate, Red, și aliații săi, iar apoi el însuși a fost omorât de Red, care i-a distrus trenul iar apoi l-a executat pe Diego, ignorându-i toate promisiunile pe care acesta i le-a făcut pentru a-l convinge să-l cruțe. Diego este jucabil într-o misiune iar arma lui principală este o pușcă specială numită "Martillo del Dios".
- Colonelul Daren - este un colonel în armata mexicană și mâna dreaptă a Generalului Diego. El a fost trimis să-i omoare pe Nate Harlow și familia lui, dar fiul lui Nate, Red, a reușit să scape și l-a împușcat pe Daren în braț, ceea ce l-a lăsat doar cu o mână. După aceasta, Daren a continuat să lucreze pentru Diego și armata mexicană, ajutându-i cu operațiunea de minare a aurului din Bear Mountain, dar a fost în cele din urmă omorât de Nate când acesta a atacat ascunzătoarea soldaților mexicani, Fort Diego, însă nu înainte de-al omorî pe vărul acestuia, Shadow Wolf.
- Domnul Kelley - este un trăgător expert și cel mai bun mercenar al Guvernatorului Griffon. El a devenit renumit după ce a câștigat concursul anual de dueluri organizat de acesta de patru ori, dar este în cele din urmă învins iar apoi omorât de Red.

### Personaje minore
- Nate Harlow - este tatăl lui Red și vechiul partener al lui Griffon. Împreună cu acesta, el a găsit aur în Bear Mountain și cei doi au construit apoi două revolvere unice pentru a sărbători, fiecare luând unul. Totuși, Griffon l-a trădat curând pe Nate și s-a aliat cu armata mexicană, care apoi l-au atacat pe Nate și familia lui, omorându-l pe el și pe soția lui, Stea Căzătoare. Totuși, fiul lui Nate, Red, a reușit să scape, i-a luat revolverul, care a devenit rapid arma lui de bază, și în cele din urmă l-a răzbunat, omorându-i pe toți cei responsabili pentru moartea lui.
- Stea Căzătoare - este mama lui Red și soția lui Nate Harlow. Ea este o americană nativă și a fost omorâtă de armata mexicană odată cu Nate, dar amândoi au fost în cele din urmă răzbunați de Red, care i-a omorât pe toți cei responsabili pentru moartea lor.
- Șeriful O'Grady - este șeriful din Widows Patch și un aliat pe care Red și-l face. El îl ajută pe acesta să se lupte cu banda lui "Ugly Chris", dar este rănit în timpul luptei, astfel că Red trebuie să-l aducă la un doctor din Brimstone. O'Grady nu mai este văzut niciodată după ce Red îl lasă la doctor.
- Katie O'Grady - este fiica șerifului O'Grady. Ea este răpită de banda lui Perry, dar este salvată de Jack Swift.
- "Curly" Shaw - este un comerciant ambulant și un aliat pe care Red și-l face. El îl întâlnește pentru prima dată pe Red chiar înainte ca acesta să fie atacat de banda lui "Bloody Tom" în Twin Rocks și, după ce Red îi omoară pe aceștia, îi împrumută căruța lui Shaw pentru a le duce corpurile în Widows Patch Mai târziu, Shaw se întâlnește din nou cu Red în Rogue Valley, când acesta o caută pe Bad Bessie, și îl ajută să treacă prin canion, dar este împușcat de unul din oamenii lui Bessie, deși este foarte posibil să fi supraviețuit. Shaw nu mai este văzut niciodată după aceasta.

## Dezvoltare
Dezvoltarea jocului a început în 2000 de către Angel Studios, sub supravegherea și finanțarea lui Capcom, care a anunțat pentru prima dată jocul în martie 2002. Inițial, jocul ar fi trebuit să fie un "succesor spiritual" al lui Gun.Smoke, un joc arcade de tipul shoot 'em up din 1985 proiectat de Yoshiki Okamoto. În noiembrie 2002, compania Take-Two Interactive, asociată cu Rockstar Games, a preluat Angel Studios, care a devenit astfel o parte din Rockstar Games și a fost redenumit Rockstar San Diego. În urma achiziției, Rockstar Games au revizuit toate proiectele care erau dezvoltate atunci de studiou, pentru a vedea ce merită păstrat, iar Dan Houser, directorul creativ al Rockstar Games, a remarcat că Red Dead Revolver "arăta bine" și jocul a atras rapid atenția echipei, chiar dacă nu putea fi încă jucat. 
Din cauza dezvoltării problematice care a dus la starea proastă a jocului încât nici nu putea fi jucat, Red Dead Revolver nu a fost prezent nici la European Computer Trade Show din 2002, nici la Electronic Entertainment Expo din 2003. Capcom a anulat producția jocului în august 2003, dar Rockstar Games a obținut drepturile pentru joc în decembrie în același an și a lăsat Rockstar San Diego să continue să lucreze la joc, astfel încât acesta a fost în cele din urmă terminat și lansat în mai 2004, devenind primul titlu din ce va ajunge seria Red Dead, apreciată universal.

## Recepție
Red Dead Revolver a avut parte de recenzii "mixte", conform site-ului agregator de review-uri Metacritic, care ofere note în intervalul 0-100; site-ul a calculat un scor mediu de 73/100 pentru versiunea de PlayStation 2 și 74/100 pentru cea de Xbox, pe baza mai multor recenzii. În Japonia, unde jocul a fost publicat de Capcom pe 25 mai 2005, aproape doi ani după ce au anulat proiectul, Famitsu i-a dat un scor de 31 din 40. The Times i-a dat patru stele din cinci, spunând că are "o poveste interesantă și coerentă care vede evoluția lui Red de la un trăgător novice la un vânător de recompense experimentat, în ce se dovedește a fi mama tuturor jocurilor de practică a țintirii". Maxim i-a dat același scor de patru stele, spunând că "Cei care vor să se dea în spectacol pot să se ascundă și să tragă din loc sigur în picioarele inamicilor, făcându-i să cadă și să se zbată ca Michael Flatley fără metilfenidat". Totuși, Entertaiment Weekly i-a dat nota C și a spus că "Jocul își ratează scopul: în loc de umorul ușor întunecat și forțat specific filmelor lui Sergio Leone, Revolver se simte ca o călătorie proastă de la Disneyland".
Conform The NPD Group, Red Dead Revolver a vândut 140.000 de copii în iunie 2004. Începând cu 2 iulie 2010, jocul a vândut 920.000 de copii în America de Nord, conform celo spuse de Joystiq.
În 2010, jocul a fost adăugat în cartea 1001 de jocuri video pe care trebuie să le joci înainte de a muri.

## Continuări
Primul semn al unei posibile continuări a fost în 2005, când Rockstar a arătat un teaser la o conferință de presă Sony. O continuare, Red Dead Redemption, a fost anunțată oficială pentru PlayStation 3 și Xbox 360 în 2009. După câteva întârzieri, jocul a fost în cele din urmă lansat în mai 2010 și a avut parte de recenzii foarte pozitive și "apreciere universală", toți critici numindu-l o îmbunătățire față de predecesorul său. Totuși, cele două jocuri nu sunt conectate și nu împărtășesc niciun aspect comun, cel puțin în cazul poveștii; există câteva referințe la personajele și evenimentele din Revolver iar un DLC pentru modul multiplayer al jocului a adăugat câteva modele de personaj inspirate de personajele din Revolver, dar nu există nicio dovadă precisă că cele două jocuri se petrec în același univers.
Al treilea joc din serie, Red Dead Redemption 2, a fost lansat pe 26 octombrie 2018 pentru PlayStation 4 și Xbox One și a avut parte de recenzii la fel de favorabile ca și Redemption. Spre deosebire de Revolver, acesta are loc în mod clar în același univers ca și Redemption, fiind un prequel care se petrece cu aproximativ 12 ani înainte de evenimentele jocului respectiv.